# ソマリ州

2008年から2018年までの州旗

ソマリ州（ソマリ語: Deegaanka Soomaalida、アムハラ語: ሶማሊ ክልል）は、エチオピア東部の州。
州都はジジガ。
面積は327,068km2で、2023年の推計人口は665万7000人。
人口密度は20.4人/km2。
面積は国内で最も大きい。
人口はオロミア州、アムハラ州、南エチオピア州に次いで4番目に多い。
1995年に民族ごとに州が再編された際、ハラルゲ州の一部を割いて作られた。

## 地理
ソマリ州の低地では、長い間雨季に雨が降らなかったことによって、干ばつが発生している。緊急人道支援を必要とする人々の数は、2022年3月中旬までに680万人を超えると推定され、干ばつ地域から避難しようとする人々も大勢いる。また、ソマリ州の干ばつの被災地では、約22万5,000人の栄養不良の子どもたちと10万人以上の妊婦および授乳中の女性たちが緊急栄養支援を必要としている。

## 歴史
1977年7月13日、大ソマリア主義を掲げるソマリアのシアド・バーレ大統領が侵攻し、オガデン戦争が発生した。
1988年、エチオピアとソマリアが停戦に合意した。
1994年、オガデン反乱が発生した。
現在も隣接するソマリアの国家崩壊の影響を受け、反政府運動が盛んであり情勢は安定していない。

## 民族
- ソマリ人：96.23%
- オロモ人：2.25%
- アムハラ人：0.69%
- グラゲ人：0.14%
- その他：0.69%

## 宗教
- イスラム教：98.4%
- その他：1.6%

## 経済
乾燥地帯のため、牧畜が主産業となっている。

## 人口
- 1994年10月11日：315万2704人
- 2007年5月28日：444万5219人
- 2015年7月1日：545万3000人[4]
- 2023年7月：665万7000人[2]